# Вернике, Конрад
Конрад Вернике (17 апреля 1862 года, Берлин — 21 августа 1900 года, Берлин) — немецкий археолог и филолог.

## Биография
Конрад Вернике родился в семье старшего преподавателя Карла Вернике (1813—1872), окончил гимназию Фридриха Вильгельма в Берлине в 1879 году.
Изучал историю, немецкую и классическую филологию, античность и археологию в Берлинском университете. В 1884 году получил докторскую степень, защитив диссертацию De Pausaniae periegetae studiis Herodoteis («Об исследовании Павсания о Геродоте»).
Специализировался на греческой вазовой живописи и античной мифологии и, в дополнение к различным программным работам и эссе, написал многочисленные статьи для издания Realencyclopädie der classicischen Altertumswissenschaft (1893—1980) Паули, в том числе очень обширные статьи об Аполлоне и Артемиде. Его самой известной работой стало 3-е издание сборника Antike Denkmäler zur griechischen Götterlehre («Древние памятники греческой теории богов») Карла Отфрида Мюллера и Фридриха Визелера, опубликованное в 1899 году. После его смерти работу продолжил Бото Греф.